# Ça ira (nouvelle)
Pour les articles homonymes, voir Ça ira (homonymie).
Ça ira est une nouvelle de Guy de Maupassant, parue en 1885.

## Historique
Ça ira est une nouvelle écrite par Guy de Maupassant et publiée initialement dans le quotidien Gil Blas du 10 novembre 1885, avant d'être reprise dans le recueil Monsieur Parent.

## Résumé
Dans une petite ville perdue de province, pour tromper son ennui, le narrateur entre dans un bureau de tabac pour s'acheter un cigare. La patronne n'est autre que ça ira, une ancienne canotière de la bande de Chatou.

## Éditions
- Gil Blas, 1885
- Monsieur Parent recueil  paru en 1885 chez l'éditeur Paul Ollendorff.
- Maupassant, Contes et Nouvelles, tome II, texte établi et annoté par Louis Forestier, éditions Gallimard, Bibliothèque de la Pléiade, 1979.

## Lire
- Lien vers la version de Ça ira dans Monsieur Parent